# Sanning är ett udda tal
Sanning är ett udda tal (originaltitel: At Swim-Two-Birds) är en roman av den irländske författaren Flann O'Brien (egentligen Brian O'Nolan) som publicerades 1939. Den är allmänt erkänd som O'Briens mästerverk och ett av de mest sofistikerade exemplen på metafiktion.

## Kuriosa
Den grekiska frasen i början av romanen är från Euripides pjäs Herakles.
- "ἐξίσταται γὰρ πάντ' ἀπ' ἀλλήλων δίχα"
  - "existatai gar pant' ap' allêlôn dikha"
    - "Ty alla saker förändras, och banar väg för varandra"